# Filiberto Corelli
Filiberto Corelli (Anticoli Corrado, 11 agosto 1886 – Roma, 13 ottobre 1969) è stato un pittore e calciatore italiano, di ruolo centrocampista.
È il fratello minore di Corrado Corelli, pertanto è noto anche come Corelli II.

## Biografia

### Calciatore
Nato ad Anticoli Corrado, Filiberto Corelli era figlio del pittore Augusto (1853-1918) e di Emilia Meddi, una modella del paese. Dal matrimonio nacquero quattro figli: il primo, Corrado, calciatore professionista, fu poi scultore e orafo; il secondo era Filiberto. Parteciparono al Campionato romano 1907. I due fratelli Corrado e Filiberto Corelli furono protagonisti di un caso, per allora, clamoroso: calciatori di successo (rispettivamente ala e mezzala), nel 1908 passarono dalla "C. S. Virtus" alla "Società Sportiva Lazio" che allora si chiamava "Società Podistica Lazio". I due fratelli erano sportivi completi: praticavano calcio, nuoto e vogavano sul Tevere.

### Pittore
In pittura, Filiberto fu allievo del padre diplomandosi poi all'Accademia di Belle Arti di Roma. Nel 1909 lasciò lo sport agonistico, per dedicarsi interamente alla sua passione artistica. Dipinse dal vero scene di vita agricola e pastorale, al sole pieno dell'estate: pecore al pascolo, la trebbiatura, i pagliai. Sul litorale laziale fissava sulla tela scene di pesca e dipinse vedute della baia di Napoli. Prediligeva toni cromatici freschi, dolci e luminosi. Entrò tra i XXV della campagna romana, col soprannome "Vannino". Nei ritratti (come quello conservato al Museo di Malta) al contrario incise linee scure, solchi profondi ed espressivi.

## Mostre
- "La Campagna Romana dai Bamboccianti alla Scuola Romana", Roma, Complesso del Vittoriano, 2010.

## Opere in musei
- "Ritratto di uomo anziano", La Valletta, National Museum of Fine Arts of Malta.